# ノートルダム・ド・パリ (ミュージカル)
『ノートルダム・ド・パリ』（フランス語：Notre-Dame de Paris）は、ヴィクトル・ユゴーの小説『ノートルダム・ド・パリ』を基にしたフランス発のミュージカル。
台本・作詞は、セリーヌ・ディオンもCD『フランス物語〜セリーヌ・ディオン、プラモンドンを歌う』を出すほどカナダでは著名なリュック・プラモンドンが担当。
作曲は、1987年パトリス・ルコントの映画『タンデム』の主題歌「Il mio rifugio」として大ヒットを記録した歌手リッカルド・コチャンテ（フランスではRichard リシャール名義、サイゴン生まれで父は伊人、母は仏人）。
1998年9月16日、パレ・デ・コングレ・ド・パリにて初演。

## 作品概要
15世紀、パリのノートルダム大聖堂を舞台に、ジプシー娘のエスメラルダ、醜い鐘つき男のカジモド、司祭のフロロを中心とした物語
。
ミュージカル不毛の地とも言われたフランスで大ヒットを収め、ミュージック アワード 1999等で、数々の音楽賞を受賞した。
その勢いはフランスのみに留まらず、1998年のパリ初演以来、ベルギー、スイス、ケベックなどフランス語圏諸国を始め、アメリカ、イギリス、イタリア、スペイン、ロシア、韓国等、世界15カ国で上演され、現地の言語で翻訳されたバージョンが上演された。
中国、韓国、台湾、シンガポールではフランス語版が上演され、韓国を中心とするアジア諸国でのフランス語ミュージカル・ブームの火付け役ともなった。

## あらすじ
1482年、吟遊詩人のグランゴワールは彼が体験した物語を語りだす。
クロパンを頭とするジプシーたちはパリに到着し、しばしそこに住みつこうと考える。しかし、それはノートルダム大聖堂の司教フロロの好むものではなかった。教会の勢力を盾にしたフロロは若き近衛兵隊長のフェビュスを説得し、彼らを追い出させようとする。しかし、この浮浪者たちの中の若い娘エスメラルダにフェビュスが恋をすることはフロロにとって予想外だった。エスメラルダは美しく、クロパンに庇護されており、「奇跡の庭」の女王的存在。純粋な彼女はこの若き騎士に魅了されるが、その後他の2人の男からも思いを寄せられることになり、複雑な三角関係となる。
- フェビュスは、良家の子女であるが病的な嫉妬心の持ち主フルール・ド・リス[注釈 1]と結婚することになっている。
- フロロはエスメラルダに恋をするが、司教であるという立場上、妻を持つことができない。
- 鐘つき男のカジモドもまたエスメラルダに夢中になるが、自身は醜く、及び主人であるフロロへの忠誠心を持っている。

## 曲目リスト
2001年モガドール劇場 Théâtre Mogador 公演版CDの曲順。曲名は「フランス語原題/日本語訳」の順で表記。
第一幕
1. Ouverture / 序曲
2. Le temps des cathédrales（フランス語版） / カテドラルの時代 （グランゴワール）
3. Les sans-papiers / 浮浪者たち （クロパン）
4. Intervention de Frollo / フロロの介入 （フロロ、フェビュス）
5. Bohémienne / ボヘミアン （エスメラルダ）
6. Esmeralda tu sais / なあエスメラルダ （クロパン）
7. Ces diamants-là / このダイアモンド （フルール・ド・リス、フェビュス）
8. La fête des fous / 道化の祭り （グランゴワール）
9. Le Pape des Fous / 道化の法王 （カジモド）
10. La sorcière / 魔女 （フロロ、カジモド）
11. L'enfant trouvé / 捨て子 （カジモド）
12. Les portes de Paris / パリの城門 （グランゴワール）
13. Tentative d'enlèvement / 誘拐の企み （フェビュス、エスメラルダ）
14. La Cour des miracles / 奇跡の庭 （クロパン、エスメラルダ）
15. Le mot Phœbus / フェビュスという言葉 （エスメラルダ、グランゴワール）
16. Beau comme le soleil / 太陽みたいに素敵 （エスメラルダ、フルール・ド・リス）
17. Déchiré / 引き裂かれる （フェビュス）
18. Anarkia / アナルキア （フロロ、グランゴワール）
19. À boire! / 飲み物を！ （フロロ、カジモド）
20. Belle（英語版） / 美しい人 （カジモド、フロロ、フェビュス）
21. Ma maison, c'est ta maison / 僕の家は君の家 （カジモド、エスメラルダ）
22. Ave Maria païen / 異教徒のアヴェ・マリア （エスメラルダ）
23. Je sens ma vie qui bascule / 人生が崩れてゆく （フロロ）
24. Tu vas me détruire / お前は私を破滅させる （フロロ）
25. L'ombre / 影 （フェビュス、フロロ）
26. Le Val d'Amour / 愛の谷 （グランゴワール、フェビュス）
27. La volupté / 悦楽 （フェビュス、エスメラルダ）
28. Fatalité / 運命 （グランゴワール）

第二幕
1. Florence / フィレンツェ （フロロ、グランゴワール）
2. Les cloches / 鐘 （グランゴワール、フロロ、カジモド）
3. Où est-elle? / 彼女はどこだ？ （フロロ、グランゴワール、クロパン）
4. Les oiseaux qu'on met en cage / かごの中の鳥 （エスメラルダ、カジモド）
5. Condamnés / 囚人たち （クロパン）
6. Le procès / 裁判 （フロロ、エスメラルダ）
7. La torture / 拷問 （フロロ、エスメラルダ）
8. Être prêtre et aimer une femme / 司祭であること 女を愛すること （フロロ）
9. Phœbus / フェビュス （エスメラルダ）
10. Je reviens vers toi / 君のもとに戻るよ （フェビュス）
11. La monture / 馬 （フルール・ド・リス）
12. Visite de Frollo à Esmeralda / エスメラルダの元へフロロの訪問 （フロロ、エスメラルダ）
13. Un matin tu dansais / ある朝 お前が踊っていた （フロロ、エスメラルダ）
14. Libérés / 解放 （カジモド、クロパン、エスメラルダ、グランゴワール）
15. Lune / 月 （グランゴワール）
16. Je te laisse un sifflet / 笛を置いていくよ （カジモド、エスメラルダ）
17. Dieu que le monde est injuste / この世はなんて不公平 （カジモド）
18. Vivre / 生きる （エスメラルダ）
19. L'attaque de Notre-Dame / ノートルダム襲撃 （クロパン、フロロ、フェビュス、エスメラルダ、グランゴワール）
20. Déportés / 追放 （フェビュス）
21. Mon maître, mon sauveur / 僕の主人 僕の恩人 （カジモド、フロロ）
22. Donnez-la moi / 彼女を渡して （カジモド）
23. Danse mon Esmeralda / 踊って 僕のエスメラルダ （カジモド）

ロンドン公演以降、第二幕の8曲目から11曲目までの曲順が変更された。以下が変更前の曲順（1998年全曲版CD、ライブ版DVDに収録されたもの）。この変更により、歌詞は変わらないもののこの部分のストーリーの流れが変わったといえる。
「Phœbus」→「Être prêtre et aimer une femme」→「La monture」→「Je reviens vers toi」

## 配役

### フランス初演オリジナル・キャスト 1998年
パレ・デ・コングレ・ド・パリにて　（各役２人目はセカンド・キャスト）
- エスメラルダ： エレーヌ・セガラ（英語版） Hélène Ségara / ナディア・ベル Nadia Bel
- カジモド： ガルー / ジェローム・コレ Jérôme Collet
- フロロ：  ダニエル・ラヴォワ（英語版） Daniel Lavoie / Jérôme Collet
- グランゴワール： ブリュノ・ペルティエ / ダミアン・サルグ（英語版） Damien Sargue
- フェビュス： パトリック・フィオリ（英語版） Patrick Fiori / Damien Sargue
- クロパン： リュック・メルヴィル（英語版） Luck Mervil / ロディ・ジュリエンヌ Roddy Julienne
- フルール・ド・リス： ジュリー・ゼナッティ（英語版）Julie Zenatti / Nadia Bel

### フランス国内巡演 1999年-2001年
- エスメラルダ： Hélène Ségara / Julie Zenatti / France D'Amour / Corinne Zarzour / Nadia Bel
- カジモド： ガルー  / Matt Laurent / Jérôme Collet / Mario Pelchat
- フロロ： Daniel Lavoie / ハーバート・レオナルド（英語版） Hervert Léonard/ Jérôme Collet
- グランゴワール： ブリュノ・ペルティエ / Sylvain Cossette / Renaud Hantson / Michel Cerroni / Jean Ravel
- フェビュス： Richard Charest / Jean Ravel
- クロパン： Luck Mervil / Roddy Julienne
- フルール・ド・リス： Veronica Antico / Nadia Bel

### アメリカ北米ツアー公演 1999年-2000年
- エスメラルダ： Janien Masse / Jessica Grové
- カジモド： Doug Storm / Paul Bisson
- フロロ： Francis Ruivivar / T. Eric Hart
- グランゴワール： Deven May / Jean-François Breau
- フェビュス： Mark W. Smith / Tony Torres
- クロパン： David Jennings / Marz
- フルール・ド・リス： Jessica Grové / Anne Meson

### カナダ・ケベック公演 2000年
- エスメラルダ： France D'Amour / Marie-Jo Therio
- カジモド： Mario Pelchat / Paul Bisson
- フロロ： Robert Marien / Marc Gabriel
- グランゴワール： Sylvain Cossette / Jean-François Breau
- フェビュス： Pierre Bénard-Conway / Jean Ravel
- クロパン： Charles Biddle Jr / Daniel Prudian
- フルール・ド・リス： Natascha St-Pier / Marie-Ève Janvier

### ロンドン公演 オリジナル・キャスト 2000年
- エスメラルダ： ティナ・アリーナ Tina Arena
- カジモド： ガルー
- フロロ： Daniel Lavoie
- グランゴワール： ブリュノ・ペルティエ
- フェビュス： Steve Balsamo
- クロパン：Luck Mervil
- フルール・ド・リス： Natasha St-Pier

ロンドン版CDにはセリーヌ・ディオンも参加。

### ロンドン公演 2000年-2001年
ロンドンのドミニオン劇場にて
- エスメラルダ： ティナ・アリーナ / Hazel Fernandes / Camilla Bard / Patti Russo / ダニー・ミノーグ / Michelle Connolly
- カジモド： ガルー / Ian Pirie / Samuel Gough / Mark O'Malley / Mike Scott / Mike Dyer
- フロロ：Daniel Lavoie / Fred Johanson / Nicholas Pound / Mike Dyer / Mark O'Malley / Mike Scott
- グランゴワール： ブリュノ・ペルティエ / Sylvain Cossette / John Partridge / Alexis James	 / David Shannon	 / Steve Judkins / Scott C. Ciscon / Mark Powell
- フェビュス：	Steve Balsamo / Dean Collinson / Mark Smith / Scott C. Ciscon / Mark Powell / Steve Judkins
- クロパン：Luck Mervil / Carl Abraham Ellis / Andrew Playfoot / Hugh Maynard / Rohan Reckord / Johnny Amobi / Steve Judkins
- フルール・ド・リス：Natasha St-Pier / Kate Pinell / Joanne May / Camilla Bard / Michelle Connolly

### フランス公演 2001年 モガドール劇場
- エスメラルダ： Shirel / Nadia Bel / Anne Meson
- カジモド： Adrian Devil / Jérôme Collet
- フロロ： Michel Pascal / Jérôme Collet
- グランゴワール： Cyril Niccolaï / Laurent Bàn
- フェビュス： Richard Charest / Laurent Bàn
- クロパン： Roddy Julienne / Eddie Soroman
- フルール・ド・リス： Veronica Antico / Claire Cappelletti / Anne Meson

2002年中国ツアー公演あり

### イタリア公演 2002年
- エスメラルダ： Lola Ponce
- カジモド： Giò Di Tonno
- フロロ： Vittorio Matteucci
- グランゴワール： Matteo Setti
- フェビュス： Graziano Galatone
- クロパン： Marco Guerzoni
- フルール・ド・リス： Claudia D'Ottavi

ヴェローナで撮影・録音されたイタリア語版CDとDVDが発売されている。

### ロシア公演 2002年
- エスメラルダ： Svetlana Svetikova、Teona Dolnikova
- カジモド： Viacheslav Petkun、Timur Vedernikov、Valery Yaremenko
- フロロ： Alexander Marakulin、Igor Balalaev、Alexander Golubev
- グランゴワール： Alexander Postolenko、Vladimir Dybsky
- フェビュス： Anton Makarsky、Edward Shul'zhevsky、Maxime Novikov、Alexeï Sekirin
- クロパン： Sergey Li、Viktor Burko、Viktor Esin
- フルール・ド・リス： Anastasia Stotskaia、Ekaterina Maslovskaja、Julia Liseeva

### スペイン公演 2002年
- エスメラルダ： Tahis Ciurana
- カジモド： Albert Martinez
- フロロ： Enrique Sequero
- グランゴワール： Daniel Angles
- フェビュス： Lisardo Guarinos
- クロパン: Paco Arrojo
- フルール・ド・リス： Elvira Prado

スペイン語版のスタジオ版CD及び全曲版ライブCDが発売されている。

### アジア・ツアー 2005年
ソウル、台北にて上演。
- エスメラルダ： Nadia Bel
- カジモド： Matt Laurent / Jérôme Collet
- フロロ： Michel Pascal / Jérôme Collet
- グランゴワール： Cyril Niccolaï
- フェビュス： Laurent Ban
- クロパン：  Roddy Julienne
- フルール・ド・リス： Chiara di Bari

### カナダ公演 2005年
2005年7月6日、モントリオールのサントル・ベル劇場内のブロードウェイ劇場のこけら落としとして上演される。
- エスメラルダ： Mélanie Renaud
- カジモド： ジノ・キリコ（英語版） Gino Quilico
- フロロ： Robert Marien
- グランゴワール： Jean-François Breau
- フェビュス： Richard Charest
- クロパン： Roddy Julienne
- フルール・ド・リス： Brigitte Marchand

### フランス公演 2005年12月
アジア・ツアー後2005年12月2日から31日まで、初演版会場であるパリのパレ・デ・コングレ劇場にて30回の公演が行われる。
- エスメラルダ： Mélanie Renaud / Nadia Bel
- カジモド： Jérôme Collet / Ivan Pavlak
- フロロ： Robert Marien / Ivan Pavlak
- グランゴワール： Richard Charest / Cyril Niccolaï
- フェビュス： Laurent Ban / Cyril Niccolaï
- クロパン： Roddy Julienne / Gardy Fury
- フルール・ド・リス：Marilou / Nadia Bel

### アジア・ツアー 2006年
ソウル(2006/1/18-2/26)　台北(2006/3/23-4/5)　シンガポール(2006/11/3-20)　にて上演。
- エスメラルダ：  Nadia Bel / Chiara di Bari
- カジモド： Matt Laurent / Jérôme Collet / Ivan Pavlak(シンガポールのみ)
- フロロ： Michel Pascal / Jérôme Collet / Ivan Pavlak(シンガポールのみ)
- グランゴワール： Richard Charest / Cyril Niccolaï / Michel Cerroni
- フェビュス：  Laurent Ban / Cyril Niccolaï
- クロパン： Roddy Julienne / Gardy Fury
- フルール・ド・リス： Chiara di Bari　Marie Christophe

ソウル・ライブ版CDが販売されている。

### コンサート・バージョン 2010年
2010年12月、ウクライナ（キエフ）、ロシア（モスクワ、サンクトペテルブルク）にて
- エスメラルダ：エレーヌ・セガラ
- カジモド： ガルー
- フロロ： ダニエル・ラヴォワ
- グランゴワール： ブリュノ・ペルティエ
- フェビュス： パトリック・フィオリ
- クロパン： ラック・メルヴィル
- フルール・ド・リス： ジュリー・ゼナッティ

### オマージュ・コンサート 2011年
2011年12月、ウクライナ（キエフ）、フランス（パリ）にて公演
- エスメラルダ：エレーヌ・セガラ
- カジモド： ガルー
- フロロ： ダニエル・ラヴォワ
- グランゴワール： ブリュノ・ペルティエ
- フェビュス： パトリック・フィオリ
- クロパン： リュック・メルヴィル
- フルール・ド・リス： ジュリー・ゼナッティ

### アジア・ツアー 2011-2012（英語版）
韓国　中国
- エスメラルダ： Candice Parise / Myriam Brousseau
- カジモド： Matt Laurent / Nigel Richards / Marc Akinfolarin
- フロロ： Robert Marien / Nigel Richards
- グランゴワール： Dennis Ten Vergert / Tim Driesen
- フェビュス： Stephen Webb / Tim Driesen
- クロパン： Ian Carlyle / Marc Akinfolarin
- フルール・ド・リス：Lilly-Jane Young / Myriam Brousseau

### ワールド・ツアー 2012-2013（英語版）
ロシア、中国、台湾。
2013年2月～4月、東京・大阪・名古屋にて公演。
- エスメラルダ： アレッサンドラ・フェッラーリ Alessandra Ferrari / ミリアム・ブルソー Myriam Brousseau
- カジモド： マット・ロラン Matt Laurent / アンジェロ・デル・ヴぇッキオ Angelo Del Vecchio
- フロロ： ロベール・マリアン Robert Marien / ジェローム・コレ Jérôme Collet
- グランゴワール： リシャール・シャレ Richard Charest / ガブ・デズモン Gab Desmond
- フェビュス： イヴァン・ペドノー Yvan Pedneault / Gab Desmond
- クロパン： イアン・カーライル Ian Carlyle / Angelo Del Vecchio
- フルール・ド・リス： エリカ・マッケンジー Elicia MacKenzie / Myriam Brousseau

### ワールド・ツアー 2013-2014（英語版）
ロシア、シンガポール、ルクセンブルク、トルコ
- エスメラルダ： Alessandra Ferrari / Myriam Brousseau
- カジモド： Matt Laurent / Angelo Del Vecchio
- フロロ： Robert Marien / Fabrizio Voghera
- グランゴワール： Richard Charest / Luca Marconi
- フェビュス： Alberto Mangia Vinci / Luca Marconi
- クロパン： Ian Carlyle / Angelo Del Vecchio
- フルール・ド・リス： Elicia MacKenzie / Myriam Brousseau

### アジア・ツアー 2014-2015
韓国、台湾
- エスメラルダ： Stéphanie Bédard / Myriam Brousseau
- カジモド： Matt Laurent / Angelo Del Vecchio
- フロロ： Robert Marien / Jérôme Collet
- グランゴワール： Richard Charest / John Eyzen
- フェビュス： Yvan Pedneault / John Eyzen
- クロパン： Roddy Julienne / Gardy Fury / Angelo Del Vecchio
- フルール・ド・リス： Stéphanie Schlesser  / Myriam Brousseau

### アジア・ツアー 2015
韓国
- エスメラルダ： Stéphanie Bédard / Myriam Brousseau
- カジモド： Matt Laurent / Angelo Del Vecchio
- フロロ： Robert Marien / Jérôme Collet
- グランゴワール： Richard Charest / John Eyzen
- フェビュス： Jérémy Amelin / John Eyzen
- クロパン： Luck Mervil / Angelo Del Vecchio
- フルール・ド・リス： Charlotte Bizjak / Myriam Brousseau

## 備考
「ノートルダム・ド・パリ」はフランスにおいてミュージカルを流行させることに一役買った。
「ノートルダム」後、数々の舞台作品がプロモーションを行うことができたのもそのおかげである。
ミュージカルのこの成功は、一つには恋の筋立てを基本としたストーリー展開にあるが、もう一方で、初演の前年から作品の一部をラジオやテレビメディアを通じて流すという手法にある。
このプロモーション方式はイギリス公演においても採用され、舞台で演じることはなかったセリーヌ・ディオンが「Vivre」を歌っている。
シングルCDとして発売されたのは次の3曲：
- 「生きる」Vivre ：ビデオクリップにはノートルダム大聖堂が登場するが、CGである。
- 「カテドラルの時代」Le temps des cathédrales：本作品の最初の曲。
- 「美しい人」Belle： ガルー、ダニエル・ラヴォワ、パトリック・フィオリの3人によって歌われている。

オリジナル・キャストはフランス人歌手とケベックの歌手で構成されていた。パトリック・フィオリ、ガルー、エレーヌ・セガラ、ジュリー・ゼナッティなど出演者の中には、このミュージカルの成功によりフランスでのソロ活動ができるようになった者もいる。

## 逸話
- 「Belle 美しい人」の曲は何度もテレビなどに登場したため、いくつかのパロディがある。ロラン・ジェラ Laurent Gerraのバージョンはストーリーの性的に側面を露骨に述べており、「Chanson plus Bifluorée」もまたおもしろい内容となっている。
- 「La cour des miracles 奇跡の庭」のシーンにおいて、フランス共和国保安機動隊を想起させる制服を着た衛兵や柵を登場させる演出や歌詞により、作者たちはフランスにおけるサン・パピエ（不法入国者、身分証明書のない人）の 問題をあぶりだしている。